# Frymburk (Klatovy)
Frymburk es una localidad situada en el distrito de Klatovy, en la región de Pilsen, República Checa. Tiene una población estimada, a inicios del año 2022, de 112 habitantes.
Está ubicada al sur de la región, cerca del río Otava —un afluente izquierdo del río Moldava que, a su vez, es afluente del Elba— y de la frontera con la región de Bohemia Meridional y el estado alemán de Baviera.